# Traqueida
Las traqueidas son un tipo de célula conductora del xilema, por donde circula la savia bruta. Son capaces de transportar agua ya que después de madurar las traqueidas pierden sus organelos y citoplasma, quedando como un conducto. Es propio de las gimnospermas. Las traqueidas son unicelulares, muy alargadas y con numerosas punteaduras o en inglés "pits" areoladas y simples, por medio de las cuales se intercomunican.
El xilema de las gimnospermas (con la sola excepción de las gnetales) está formado principalmente por traqueidas, y sus puntuaciones areoladas presentan torus. También hay traqueidas en el xilema de las angiospermas, aunque lo normal en este grupo es la presencia de vasos o tráqueas. No obstante, en algunas angiospermas primitivas (winteráceas) los elementos conductores del xilema son exclusivamente traqueidas.